# Pierre-Jérôme Hénin
Pierre-Jérôme Henin, né en 1964, est un journaliste, conseiller ministériel et dirigeant de société français qui a notamment occupé les fonctions de porte-parole adjoint de l'Élysée.

## Biographie

### Formation
Né en 1964, Pierre-Jérôme Henin est diplômé en 1992 de l'Institut d'études politiques de Paris (Sciences Po Paris) et lieutenant-colonel de réserve dans l'armée de Terre française. Il compte parmi ses camarades de la promotion 1992 de Sciences Po plusieurs futurs proches du président Nicolas Sarkozy, comme les conseillers David Martinon et Olivier Colom, ou encore la directrice de cabinet Emmanuelle Mignon.

## Parcours professionnel
Pierre-Jérôme Henin a débuté en 1989 au Paraguay comme administrateur d'une exploitation agricole, avant de revenir aux études. À sa sortie de Sciences Po, il a été embauché en 1992 au Centre français du commerce extérieur, puis comme chef de publicité à Radio-France Internationale (RFI).
En 1995, il est recruté comme chargé de la communication au cabinet du  ministre délégué aux Affaires européennes Michel Barnier. Il a par la suite officié dans des emplois de journalistes, notamment pour le magazine économique « Management », puis à la direction du groupe de médias Prisma Presse, en 2000, où il est nommé directeur de projet par le numéro un du groupe, Axel Ganz, dont il était un proche conseiller.
En 2001, il se rapproche de Michel Barnier, qui sera une de ses références. Ce dernier est le nouveau commissaire européen chargé de la Politique régionale et de la Réforme institutionnelle, en fait son porte-parole puis le nomme trois ans conseiller chargé de la presse et de la communication du ministère des Affaires étrangères, responsabilité qu'il occupe ensuite auprès de Catherine Colonna, la nouvelle ministre déléguée aux Affaires européennes. Pierre-Jérôme Henin a travaillé au total pendant six ans, en deux périodes, aux côtés de Michel Barnier et s'intéresse aux personnalités qui selon lui « peuvent recoller les morceaux entre l’opinion et la classe politique ». Il travaille ensuite dans l'agence de publicité Publicis puis au service du nouveau chef de l'État Nicolas Sarkozy. Porte-parole adjoint de l'Élysée à partir de 2007, il devient conseiller presse chargé des questions internationales un an plus tard, au moment où un autre conseiller proche, David Martinon, dont il était l'adjoint, connu pour « sa proximité avec l'ex-première dame » Cécilia Sarkozy, sort du dispositif élyséen pour être nommé consul à New York.
Il quitte son poste à l'Élysée en mars 2009, au moment de la campagne des élections européennes de 2009, et il fonde son entreprise, Media9. Au même moment, il devient directeur de la presse et de la communication de l'UMP,,.
Il est la même année recruté, avec sa nouvelle société Media9, comme conseiller chargé de  « prendre en main l’élaboration de la stratégie de communication » du numéro un de la Tunisie, Zine el-Abidine Ben Ali, en vue de l'élection présidentielle tunisienne de 2009,, en partenariat  avec le « Club Business France-Tunisie », selon une information de Tunisia Watch donnée le 20 août 2009.
Pierre-Jérôme Henin est par ailleurs un proche d'Emmanuel Hoog, un énarque président de l'Agence France-Presse, qui le "connaît bien" et souhaite une réforme augmentant la proportion de représentants de l'État au conseil d'administration de l'AFP,. Au cours de l'été 2011, le 17 août, un article du Canard enchaîné publie la copie d'un devis de 114 400 euros de Media9, société de Pierre-Jérôme Henin, consistant à promouvoir une proposition de loi (PPL) en ce sens, présentée le 17 mai par le sénateur Jacques Legendre, via un lobbying reposant sur « une cartographie des adversaires/alliés », au sein des différents syndicats de l'AFP, encore divisés au mois de juin, afin de leur faire "avaler" la réforme alors que les réticences d'une large partie d'entre eux ont amené le Sénat, en accord avec le gouvernement, à faire volte-face en renonçant le 8 juin à inscrire la PPL à l’ordre du jour du Parlement,. Le service proposé par Pierre-Jérôme Henin, accompagné d'une charte des « éléments de langage », tend à renommer la « paix sociale », devenue « sérénité intérieure », "en permettant l’assimilation du changement en interne". Daté du 1er juillet et publié intégralement par Médiapart,, le devis est suivi d'une lettre de Media9 dix jours après, confirmant au PDG de l'AFP Emmanuel Hoog les tarifs demandés. Mal reçues, ces informations publiées dans plusieurs éditions successives du Canard enchaîné ont " suscité un certain émoi" dans cette entreprise "malgré les démentis de la direction sur la signature d'un contrat" et déclenché un "appel solennel" de la Fédération européenne des journalistes à "tous les syndicats nationaux qui la composent pour exiger ensemble l’arrêt immédiat de l’accord avec Media9". Au sein de l'AFP une motion de défiance est votée par 88% du personnel le 8 septembre,, avec une participation de 58%,,,, le PDG ayant finalement échoué "à diviser les syndicats". Après le changement de majorité au Sénat du 25 septembre 2011, c'est l'abandon de la proposition de loi,, jusque-là principalement souhaitée par le PDG Emmanuel Hoog qui conserve cependant son poste.
Au cours des années suivantes, en plus de son activité de dirigeant de "Media9", il est parallèlement auditeur de l'Institut des hautes études de défense nationale pour le cycle 2014-2015.
En mars 2018, le gouvernement décide d’externaliser sa communication sur certains sujets européens auprès d’un prestataire privé et confie à Media9 un contrat de conseil de plus de 100 000 euros pour effectuer  une grande série de « consultations citoyennes sur l’Europe », une série de consultations démocratiques locales, destinés à faire émerger des idées pour réformer l'Union européenne (UE), via un nouveau « secrétariat général aux consultations citoyennes européennes » (SGCCE), dépendant du ministère des affaires étrangères. Des courriels internes obtenus à l'occasion d'une enquête dans Le Monde "jettent le doute sur un possible délit de favoritisme", selon le quotidien car ils montrent que des hauts fonctionnaires du ministère des affaires étrangères "avaient déjà décidé d’attribuer ce marché à la société de M. Henin avant même d’avoir reçu toutes les propositions des prestataires concurrents".
Il est ensuite directeur de la communication de l'UMP pour les élections européennes de 2019, puis décide de fonder une autre société de conseil, baptisée "The Progressive Company.

## Famille et engagements
Il est le beau-frère de la responsable de la communication de Prada-France  Mathilde Agostinelli, épouse du banquier d'affaires de chez Lazard Robert Agostinelli et amie proche de Cécilia Sarkozy, qui a loué au président de la République Nicolas Sarkozy la villa de Wolfeboro, aux États-Unis, où il a passé ses vacances,,
Entre les deux tours de l'élection présidentielle de 2017, il publie une tribune libre dans  le Huffington Post, avec deux autres responsables de sociétés de communication, pour appeler à voter pour Emmanuel Macron